# Katianira acarina
Katianira acarina är en kräftdjursart som först beskrevs av Menzies 1962.  Katianira acarina ingår i släktet Katianira och familjen Katianiridae. Inga underarter finns listade i Catalogue of Life.